# Grace Jones
Grace Beverly Jones (Spanish Town, Jamaica, em 19 de maio 1948) é uma modelo, cantora e atriz jamaicana radicada nos Estados Unidos. Nascida na Jamaica, ela e sua família se mudaram para Syracuse, Nova Iorque nos Estados Unidos, quando ela ainda era adolescente. Grace começou sua carreira como modelo no estado de Nova Iorque, depois em Paris, trabalhando para casas de moda francesas de grande prestígio, como Yves Saint Laurent e Kenzo, e aparecendo em capas de revista como Elle e Vogue. 
Notavelmente trabalhou como fotógrafos de renome como Jean-Paul Goude, Helmut Newton, Guy Bourdin, e Hans Feurer, e ficou conhecido por sua aparência andrógena e seu cabeça careca.

## Primeiros anos
Grace Jones nasceu da união do pastor pentecostal Robert e da costureira Marjorie P. Jones, família que incluía ainda mais seis irmãos e irmãs. Antes de se tornar uma modelo de sucesso em Nova Iorque e Paris, Grace estudou teatro na Universidade de Syracuse no estado de Nova Iorque.

## Carreira

### Música
Jones assinou um contrato com a Island Records em 1977, o que resultou num estouro de hits Disco e Dance, e um enorme resposta positiva do público. Os três álbuns Disco que ela gravou - Portfolio (1977), Fame (1978) e Muse (1979) - geraram grande sucesso no mercado da época. Durante esse período, ela também se tornou uma musa para Andy Warhol, que a fotografou incontáveis vezes. Jones também o acompanhou em várias ocasiões ao famoso clube Studio 54 em Nova York.
No final dos anos 70, Jones se adaptou à música New Wave e decidiu criar um estilo diferente para ela. Ainda na Island Records, ela lançou os álbuns Warm Leatherette (1980) e Nightclubbing (1981). Tais álbuns incluíram readaptações de canções do The Pretenders, Sting, Iggy Pop, Roxy Music, Flash and the Pan, The Normal, Ástor Piazzolla e Tom Petty. Jones ainda marcou presença nas trilhas sonoras de novelas brasileiras. "That's The Trouble" fez parte da trilha de Locomotivas, de 1977; "I Need a Man", de Sem Lenço, Sem Documento (1977/1978); em 1978, "La Vie En Rose" foi hit em O Pulo do Gato, e "Do Or Die" fez parte da trilha internacional da novela Pecado Rasgado.
Em paralelo com sua transformação musical, Jones também mudou seu visual dramaticamente, criado em parceria com o estilista Jean-Paul Goude, com quem ela eventualmente se casou e teve um filho. Jones adotou um look severo e andrógino, com um corte de cabelo em formato quadrado e roupas acolchoadas. As capas icônicas de Nightclubbing e, em seguida, Slave To The Rhythm (1985) exemplificaram essa nova identidade. Até hoje, Grace Jones é conhecida pelo seu look único tanto quanto pela sua música. Sua colaboração com Sadkin e Blackwell continuou com o álbum Living My Life (1982), influenciado pelo dub-reggae.
Na metade dos anos 80, ela trabalhou com Trevor Horn para o álbum Slave To The Rhythm e com o produtor Nile Rodgers para o álbum Inside Story (1986) - seu primeiro álbum após sair da Island Records. Inside Story produziu o seu mais recente hit que entrou na Billboard Hot 100, I'm Not Perfect (But I'm Perfect For You), uma das diversas canções que ela co-escreveu com Bruce Woolley. O álbum Bulletproof Heart (1989) atingiu o primeiro lugar nas paradas Hot Dance Music/Club Play com o hit Love On Top Of Love. Jones também alcançou grande sucesso no Reino Unido. Até hoje, Grace Jones lançou 43 singles e muitas de suas canções são consideradas como clássicos nos dias de hoje. Recentemente Grace participou do novo álbum de inéditas da banda de trip rock Gorillaz com a canção "Charger" lançado no dia 28 de Abril de 2017

### Estilo e imagem e voz
O visual andrógino de Grace Jones, que inclui vestimentas, maneiras e estatura (1,79m), foi uma grande influência no movimento "power dressing" dos anos 80, e também em artistas como Cher, Annie Lennox (Eurythmics) e Claudie Fritsch-Mentrop (Desireless). Ela também exemplificou o corte de cabelo em "caixa" dos anos 70, que seria usado em seguida por muitos negros da América na próxima década. Ela manteve uma carreira de atriz em paralelo com a sua música. Sua forte presença e visual foram levados ao seu trabalho de palco rapidamente: suas performances mostraram diversas personagens com roupas peculiares e forte atitude. Um bom exemplo disso foi a sua colaboração com o artista visual Keith Haring, que pintou o seu corpo com símbolos tribais e a vestiu com uma armadura de fios. O artista também pintou o corpo de Jones no clipe de I'm Not Perfect (But I'm Perfect For You).
Miss Jones é uma cantora contralto e domina algumas técnicas de soprano. Sua extensão vocal mede (ao total) 5,4 oitavas. São duas as formas de cantar que predominam em seu trabalho: o monótono canto falado, fraseado como nas canções Corporate Cannibal e Walking In The Rain, e o modo quase soprano como em La Vie En Rose e Slave To The Rhythm. Além de ser dona de vocais fortes, autoritários e hipnóticos, Jones também toca acordeão.
Em 2000, Grace Jones gravou The Perfect Crime, uma canção up-tempo para o Danish TV, escrita pelo compositor Floppy M. -No dia 20 de outubro de 2006, o CD triplo Ultimate Collection foi lançado na Europa pela CCM, numa edição limitada. No dia 3 de novembro do mesmo ano, Jones compareceu a uma reunião de pessoas que compartilhavam do mesmo sobrenome, cantando Slave To The Rhythm e Pull Up To The Bumper.
Embora seu último álbum de estúdio tenha saído em 1989, Grace Jones nunca deixou de se apresentar ao vivo. Prefere seguir o estilo underground em seus shows, sem grandes divulgações, o que coloca seus fãs em uma "emocionante caçada". Em um honroso comeback, o produtor Ivor Guest confirmou que ela já terminou de gravar seu novo álbum, com a canção Corporate Cannibal como primeiro single. Nick Hooker dirigiu o primeiro clipe para o novo álbum. Outros participantes desse lançamento são Sly and Robbie, Brian Eno, Wally Badarou, Tricky, Uzziah "Sticky" Thompson, Mikey "Mao" Chung, Barry Reynolds, John Justin, Martin Slattery, Philip Sheppard, Paulo Goude, Robert Logan, Don-E e Tony Allen, sob os cuidados de Cameron "Engine" Craig. Em outubro 2008 ela volta com o álbum Hurricane.

### Atuação
O trabalho de Jones como atriz em grandes filmes começou com o papel de Zula, uma amazona no filme Conan, o Destruidor (1984), ao lado de Arnold Schwarzenegger e a lenda da NBA Wilt Chamberlain. Antes disso ela havia aparecido em filmes de produção baixa, frequentemente com conteúdo sexualmente explícito. Em seguida ela fez o papel de May Day, no filme 007: A View To A Kill (1985).
Jones também apareceu em vários outros filmes, incluindo Vamp (1986), onde ela interpretou uma exótica dançarina vampírica chamada Katrina, usando a pintura corporal de Keith Haring. Ela também fez o papel de Helen Strange no filme Boomerang, de Eddie Murphy - para o qual gravou a canção-título do filme, 7 Day Weekend - em 1992. Em 2001, ela apareceu junto com Tim Curry em Wolf Girl (a.k.a Blood Moon), como uma travesti e aberração de circo chamado Christoph/Christine. Apareceu em um episódio do seriado Beastmaster como a Guerreira Impatra.

## Prêmios e indicações
Saturn Awards
- 1985: Melhor Atriz (coadjuvante/secundária), Conan the Destroyer: Indicação
- 1986: Melhor Atriz (coadjuvante/secundária), A View To A Kill: Indicação
- 1987: Melhor Atriz (coadjuvante/secundária), Vamp: Indicação

Razzie Awards
- 1988: Pior Atriz (coadjuvante/secundária), Siesta: Indicação

Grammy Awards
- 1984: Melhor videoclipe em formato longo, A One Man Show: Indicação

MTV Video Music Awards
- 1986: Melhor videoclipe feminino, Slave To The Rhythm: Indicação

## Discografia

### Álbuns
- Portfolio (Island) 1977 US #109
- Fame (Island) 1978 US #
- Muse (Island) 1979 US #156
- Warm Leatherette (Island) 1980, US #132, US Dance chart #20
- Nightclubbing (Island) 1981 US #32
- Living My Life (Island) 1982 US #86
- Slave to the Rhythm (Manhattan/Island) 1985 US #73
- Island Life (Island) 1985 - compilação US #161
- Inside Story (Manhattan) 1986 US #81
- Bulletproof Heart (Capitol Records) 1989
- The Ultimate (Island Records) (1993)*
- Island Life 2 (Universal International) 1996 - compilação
- Private Life: The Compass Point Sessions (Island) 1998 - compilação
- 20th Century Masters - The Millennium Collection: The Best of Grace Jones (Island) 2003 - compilação
- The Universal Masters Collection (Universal) 2003 - compilação
- The Collection (Spectrum) 2004 - compilação
- Fame / (álbum)|Muse (No Label) 2005 - Dois álbuns em um CD
- The Grace Jones Story (Island Cat # 9833286) 2006 - compilação
- Ultimate Collection (CCM) 2006 - compilação box
- Hurricane (Wall of Sound) 2008

(*)Compilação lançada somente na Holanda

## Vida pessoal

### Relacionamentos
Jones namorou ambos atores/fisiculturistas Dolph Lundgren e Sven-Ole Thorsen nos anos 80. Em fevereiro de 1996, ela se casou com um guarda-costas chamado Atila Altaunbay. Ela tem um filho chamado Paulo, fruto de seu antigo relacionamento com Jean-Paul Goude. Paulo faz parte de um grupo pop francês chamado La Gouache. Em Agosto de 2006, ela ficou noiva de Ivor Guest, o 4º Visconde Wimborne.

### Polêmicas
Em 1981, Jones esbofeteou o apresentador de talk show Russel Harty após ele dar as costas a ela e ignorá-la em uma conversa. Tal fato ficou em primeiro lugar em uma enquete em 2006 da BBC sobre os momentos mais chocantes do mundo dos talk shows.
Em Setembro de 1987, ela posou nua para a Playboy em um ensaio sensual ao lado de seu namorado da época, o fisiculturista e ator Dolph Lundgren. Outro incidente aconteceu em 1998, quando Jones foi banida de todos os domínios da Disney por ter mostrado seus seios em um show na Disneylândia. E em abril de 2005, Jones foi acusada de agredir verbalmente um gerente de trem da Eurostar e foi aparentemente convidada a se retirar do trem, ou saiu pela sua própria vontade, dizendo mais tarde que havia sido maltratada.